# Proton (logiciel)
Pour les articles homonymes, voir Proton (homonymie).
Proton est un logiciel  gratuit et open-source qui permet aux logiciels conçus pour Microsoft Windows de s'exécuter sur des systèmes d'exploitation basés sur Linux. Proton est développé par Valve et basé sur un fork de Wine. Il comprend plusieurs correctifs et bibliothèques pour améliorer les performances et la compatibilité avec les jeux Windows. Proton lui-même est conçu pour être intégré au client Steam sous le nom de « Steam Play », permettant le fonctionnement transparent des jeux et logiciels Windows dans Steam, mais il peut être utilisé comme une application autonome. 

## Aperçu
Proton sort initialement le 21 août 2018 ,. À sa sortie, Valve a annoncé une liste blanche de 27 jeux qui ont été testés et certifiés pour fonctionner comme leurs homologues Windows natifs sans nécessiter de peaufinage par l'utilisateur final. Il s'agit notamment de Doom (2016), Quake et Final Fantasy VI,, . 
Proton intègre plusieurs bibliothèques qui améliorent les performances 3D. Il s'agit notamment des couches de transcription Direct3D vers Vulkan, à savoir DXVK pour Direct3D 9, 10 et 11 et VKD3D pour Direct3D 12.

## Historique des versions
Le schéma de gestion des versions fait référence à la version amont de Wine sur laquelle il est basé, avec un numéro de patch ajouté. En juillet 2024, les versions disponibles (en vert celles présentes dans Steam) sont : 
| Proton  | Wine | DXVK      | DXVK-NVAPI | FAudio   | VKD3D     | Mono  | Date              |
| ------- | ---- | --------- | ---------- | -------- | --------- | ----- | ----------------- |
| 9.0-2   | 9.0  | 2.3.1     | 0.7.0-7    |          | 2.12-58   | 9.1.0 | 3 juin 2024       |
| 9.0-1   | 9.0  | 2.3-47    | 0.6.4-48   |          | 2.11.1-49 | 8.1.0 | 2 mai 2024        |
| 8.0-5   | 8.0  | 2.3-21    | 0.6.4-20   |          | 2.11      | 8.1.0 | 22 janvier 2024   |
| 8.0-4   | 8.0  | 0.6.4     | 0.6.4      |          | 2.10      | 8.0.1 | 6 octobre 2023    |
| 8.0-3   | 8.0  | 2.2-34    | 0.6.3-4    |          | 2.9-21    | 7.4.1 | 21 juillet 2023   |
| 8.0-2   | 8.0  | 2.1-4     | 0.6.2      |          | 2.8-84    | 7.4.1 | 2 mai 2023        |
| 8.0-1   | 8.0  | 2.1-4     | 0.6.2      | 21.08    | 2.8-84    | 7.4.1 | 17 avril 2023     |
| 7.0-6   | 7.0  | 1.10.3-28 | 0.6        | 21.08    | 2.6-1     | 7.4.0 | 3 février 2023    |
| 7.0-5   | 7.0  | 1.10.3-28 | 0.5.4      | 21.08    | 2.6-1     | 7.3.0 | 23 novembre 2022  |
| 7.0-4   | 7.0  | 1.10.3    | 0.5.4      | 21.08    | 2.6-1     | 7.3.0 | 16 aout 2022      |
| 7.0-3   | 7.0  | 1.10.1-57 | 0.5.4      | 21.08    | 2.6       | 7.3.0 | 14 juin 2022      |
| 7.0-2   | 7.0  | 1.10.1    | 0.5.3      | 21.08    | 2.6       | 7.1.2 | 21 avril 2022     |
| 7.0-1   | 7.0  | 1.9.4     |            | 21.08    | 2.5-146   | 7.1.2 | 16 février 2022   |
| 6.3-8   | 6.3  | 1.9.2-13  |            | 21.08    | 2.5-50    | 6.4.1 | 25 novembre 2021  |
| 6.3-7   | 6.3  | 1.9.2     |            | 21.08    | 2.4       | 6.4.1 | 1er octobre 2021  |
| 6.3-6   | 6.3  | 1.9.1     |            | 21.08    | 2.4       | 6.3.0 | 21 août 2021      |
| 6.3-5   | 6.3  | 1.9       |            | 21.03.05 | 2.3.1     | 6.1.1 | 25 juin 2021      |
| 6.3-3   | 6.3  | 1.8.1     |            | 21.03.05 | 2.2.1     | 6.1.1 | 4 mai 2021        |
| 6.3-1   | 6.3  | 1.8.1     |            | 21.03.05 | 2.2       | 6.1.1 | 1er avril 2021    |
| 5.13-6  | 5.13 | 1.7.3     |            | 20.12    | 2.1       | 5.1.0 | 15 février 2021   |
| 5.13-5  | 5.13 | 1.7.3     |            | 20.12    | 2.1       | 5.1.0 | 15 janvier 2021   |
| 5.13-3  | 5.13 | 1.7.3     |            | 20.12    | 2.0       | 5.1.0 | 7 décembre 2020   |
| 5.13-2  | 5.13 | 1.7.2     |            | 20.10    | 2.0       | 5.1.0 | 13 novembre 2020  |
| 5.13-1  | 5.13 | 1.7.2     |            | 20.10    | 1.2       | 5.1.0 | 15 octobre 2020   |
| 5.0-10  | 5.0  | 1.7       |            | 20.06    | 1.0       | 4.9.4 | 5 novembre 2020   |
| 5.0-8   | 5.0  | 1.7       |            | 20.06    | 1.0       | 4.9.4 | 6 juin 2020       |
| 5.0-7   | 5.0  | 1.6.1     |            | 20.02    |           | 4.9.4 | 1er mai 2020      |
| 5.0-1   | 5.0  | 1.5.4     |            | 20.02    |           | 4.9.4 | 5 mars 2020       |
| 4.11-13 | 4.11 | 1.5.1     |            | 19.12    |           | 4.9.4 | 5 mars 2020       |
| 4.11-12 | 4.11 | 1.5.1     |            | 19.12    |           | 4.9.4 | 14 janvier 2020   |
| 4.11-11 | 4.11 | 1.5       |            | 19.12    |           | 4.9.4 | 19 décembre 2019  |
| 4.11-10 | 4.11 | 1.4.4     |            | 19.12    |           | 4.9.4 | 8 novembre 2019   |
| 4.11-8  | 4.11 | 1.4.4     |            | 19.11    |           | 4.9.4 | 8 novembre 2019   |
| 4.11-7  | 4.11 | 1.4       |            | 19.09    |           | 4.9.3 | 9 octobre 2019    |
| 4.11-6  | 4.11 | 1.4       |            | 19.09    |           | 4.9.2 | 9 octobre 2019    |
| 4.11-4  | 4.11 | 1.3.4     |            | 19.09    |           | 4.9.2 | 14 septembre 2019 |
| 4.11-3  | 4.11 | 1.3.2     |            | 19.08    |           | 4.9.2 | 27 août 2019      |
| 4.11-2  | 4.11 | 1.3.2     |            | 19.08    |           | 4.9.2 | 8 août 2019       |
| 4.11-1  | 4.11 | 1.3       |            | 19.07    |           | 4.9.1 | 31 juillet 2019   |
| 4.2-9   | 4.2  | 1.2.1     |            | 19.06    |           | 4.9.0 | 27 juin 2019      |
| 4.2-8   | 4.2  | 1.2.1     |            | 19.06    |           | 4.9.0 | 26 juin 2019      |
| 4.2-6   | 4.2  | 1.2.1     |            | 19.06    |           |       | 7 juin 2019       |
| 4-2.5   | 4.2  | 1.2.1     |            | 19.04-13 |           |       | 24 mai 2019       |
| 4.2-4   | 4.2  | 1.1.1     |            | 19.04-13 |           |       | 14 mai 2019       |
| 4.2-3   | 4.2  | 1.0.3     |            | 19.04-13 |           |       | 18 avril 2019     |
| 4.2-2   | 4.2  | 1.0.2     |            | 19.03-25 |           |       | 3 avril 2019      |
| 4.2-1   | 4.2  | 1.0.1     |            | 19.03-13 |           |       | 1er avril 2019    |
| 3.16-9  | 3.16 | 1.0.2     |            |          |           |       | 18 avril 2019     |
| 3.7-8   |      |           |            |          |           |       |                   |
| 3.7     | 3.7  | 0.81      |            |          |           |       | 10 octobre 2018   |
| 3.5     | 3.5  | 0.50      |            |          |           |       | 19 avril 2018     |

Un fork communautaire connu sous le nom de Proton GE est maintenue par Thomas Crider (GloriousEggroll), qui vise à rebaser Proton sur les versions plus récentes de Wine. Les correctifs introduits par ce fork sont parfois fusionnés en amont.

## Compatibilité
Étant un fork de Wine, Proton maintient une compatibilité très similaire avec les applications Windows comme son homologue en amont. En plus de la liste blanche officielle, une très grande partie du catalogue Windows serait compatible  quoique officieusement, avec Proton. L'utilisateur peut éventuellement forcer l'utilisation de Proton pour un titre spécifique, même si une version Linux existe déjà. 

### ProtonDB
ProtonDB  est un site Web communautaire non officiel qui recueille et affiche des données externalisées décrivant la compatibilité d'un titre donné avec Proton, sur une échelle de notation de « Injouable »  à « Platine ». Le site s'inspire de la WineHQ AppDB, à laquelle il présente une finalité similaire. En effet, l'AppDB collecte et affiche également des rapports de compatibilité externalisés et utilise un système de notation semblable. 